# 泰里峰
46°36′0″N 9°2′2″E / 46.60000°N 9.03389°E

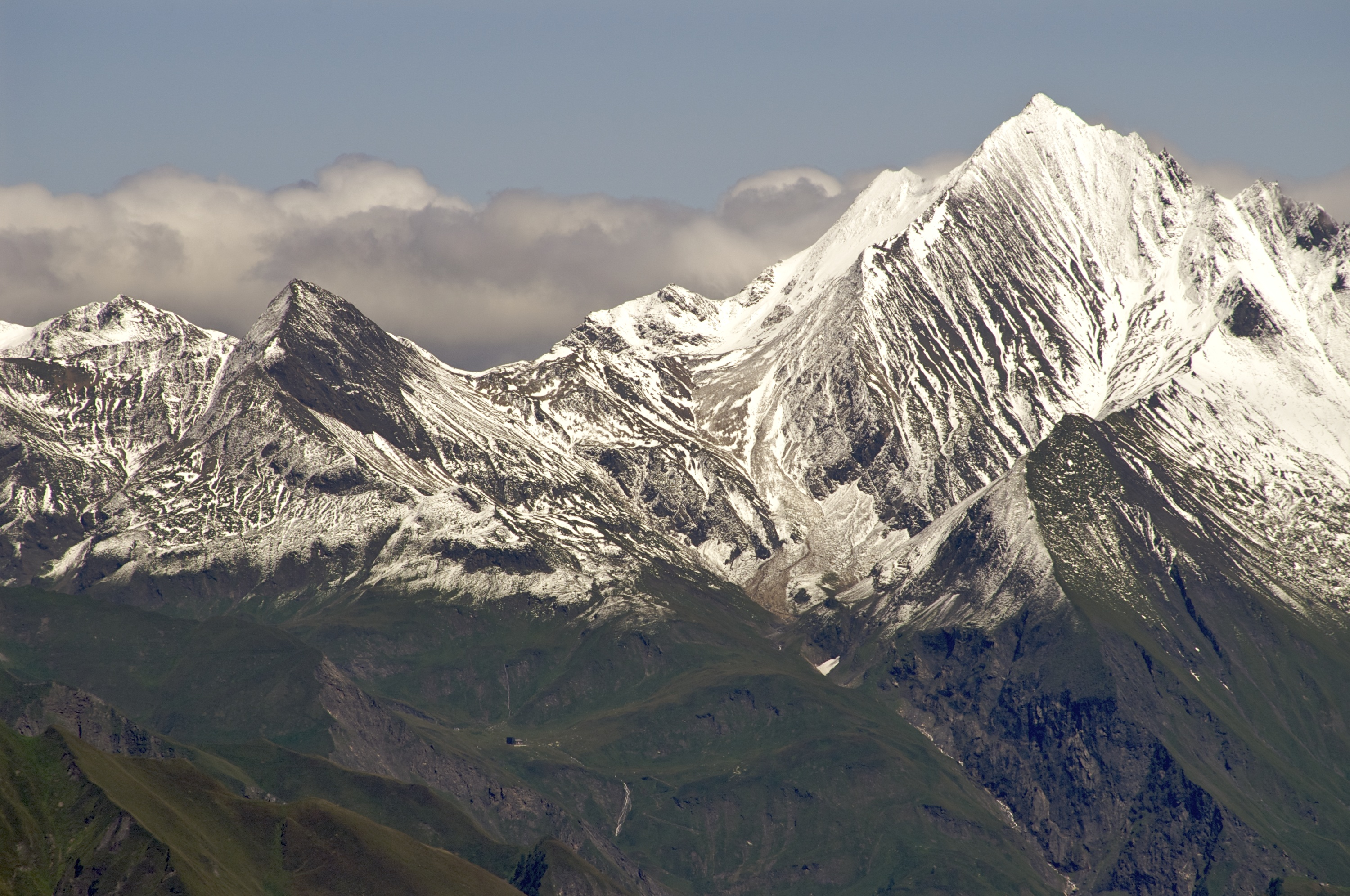

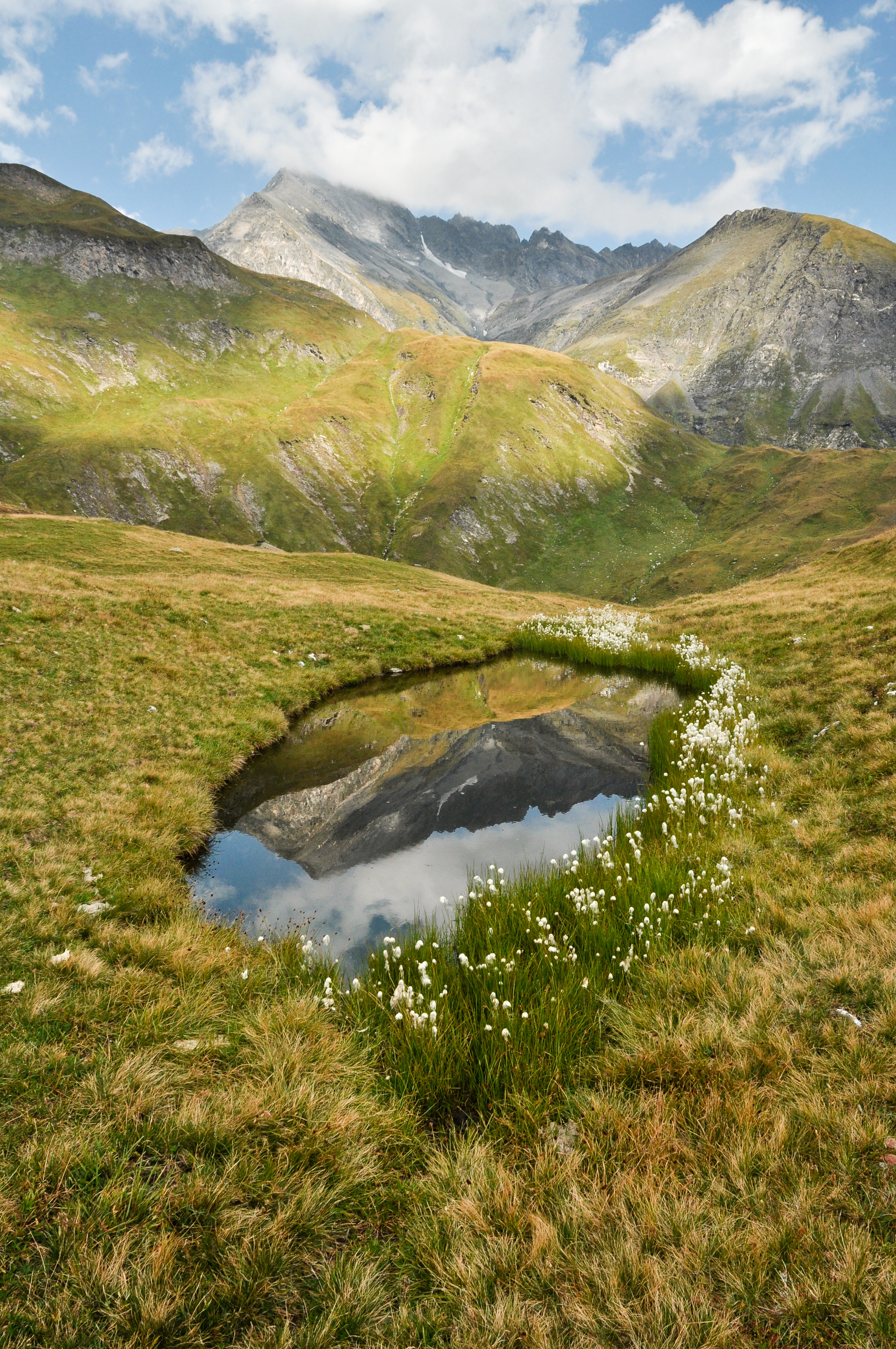

泰里峰（Piz Terri），是瑞士的山峰，位於該國南部，由提契諾州和格勞賓登州負責管轄，屬於勒蓬廷阿爾卑斯山脈的一部分，海拔高度3,149米，人類在1801年首次登頂。

## 外部連結
- Piz Terri on Summitpost （页面存档备份，存于）
- Piz Terri on Hikr （页面存档备份，存于）
- Capanna Motterascio （页面存档备份，存于）